# Sint-Jacobus de Meerdere en Sint-Ignatiuskerk
De Sint-Jacobus de Meerdere en Sint-Ignatiuskerk (Frans: Église Saint-Jacques-le-Majeur-et-Saint-Ignace) is een kerk in de tot het Franse departement Pas-de-Calais behorende stad Aire-sur-la-Lys / Ariën aan de Leie, gelegen aan de Rue de Saint-Omer.

## Geschiedenis
Het is vanouds een kerk van de jezuïeten, welke zich in 1612 te Aire-sur-la-Lys / Ariën aan de Leie vestigden. De plannen voor een kerk konden echter niet onmiddellijk ten uitvoer worden gebracht, daar het ontbrak aan middelen. De familie De Caverel voorzag uiteindelijk in die middelen, en wilde tegelijkertijd dat de te bouwen kerk gewijd zou worden aan twee heiligen. Uiteindelijk werd de kerk gebouwd van 1682-1688.
In 1763 werd de jezuïetenorde in Frankrijk opgeheven. Tijdens de Franse Revolutie werd de kerk een verenigingszaal van de Amis de la Constitution, en van 1795-1837 was het een munitiedepot van het leger, en daarna een opslagplaats voor veevoer, en een toneelzaal. Het kerkmeubilair werd verwijderd, de glas-in-loodramen werden vernield.
Hoewel het gebouw eigendom van de gemeente bleef, werd het in 1846 weer opengesteld voor de eredienst. Toen in 1851 het Collège Sainte Marie werd heropend, werd deze kerk gebruikt als de kapel van het instituut. Het gebouw werd hersteld en in 1853 werd een nieuw kerkmeubilair geïnstalleerd.

## Gebouw
Het betreft een eenbeukig kerkgebouw zonder toren, waarvan de voorgevel naar de straatzijde is gekeerd. De kerk is 58 meter lang en is gebouwd in barokstijl. Het kerkmeubilair is van 1853, met uitzondering van een 14-tal panelen in verguld hout, welke na het bombardement van 1944 werden teruggevonden.